# Rudolf Abderhalden
Rudolf Abderhalden (8. října 1910 Berlín – 23. srpna 1965 Merano) byl švýcarský fyziolog a patolog. Byl synem biochemika Emila Abderhaldena. Jako ředitel institutu pro endokrinní diagnostiku v Binningenu u Basileje pracoval především na výzkumu alergií a funkcí různých enzymů.

## Dílo
- Vitamine, Hormone, Fermente, 1943
- Grundriss der Allergie, 1950
- Klinische Enzymologie, 1958